# A nagy Ziegfeld
A nagy Ziegfeld (The Great Ziegfeld) egy 1936-ban bemutatott Robert Z. Leonard rendezésében készült amerikai életrajzi musical. A filmet hét kategóriában jelölték Oscar-díjra, melyből háromban sikerült nyernie.
A történet Florenz Ziegfeld életrajzán alapszik, amely a szórakoztató iparban betöltött szerepét mutatja be a kezdedektől a haláláig.
A filmet eredetileg az Universal Pictures kezdte volna forgatni 1934. végén szintén William Powell-lel a címszerepben. Viszont anyagi problémák miatt a stúdió a teljes produkciót – köztük néhány már felépített díszletet – eladta a Metro-Goldwyn-Mayernek.

## Történet
|  | Alább a cselekmény részletei következnek! |

Egy nagy tekintélyű zenei tanár fia, Florenz "Flo" Ziegfeld Jr. (William Powell) nagy karrierre vágyik a szórakoztató iparban. Kezdetekben Eugen Sandow (Nat Pendleton) – „a világ legerősebb embere” veszi pártfogásba az 1893-as Chicagói Világkiállításon, ahol felülmúlja riválisát Billingst (Frank Morgan).
Később egy Angliába tartó óceanjárón Flo összefut Billingsszel újra, aki azon van, hogy leszerződjön a gyönyörű francia csillag Anna Helddel (Luise Rainer). Ehelyett szerencsejátékon elveszti az összes pénzét Monte-Carlóban, és Flo meggyőzi Annát, hogy inkább vele álljon össze.
Eleinte Anna nem túl sikeres. Flonak sikerül elérnie, hogy a nyilvánosság több gallon tejet küldjön Annának fiktív tejfürdőzésre szépségápolás céljából, majd megtagadja kifizetni a számlát. Így az újságcikkek hatására az emberek kíváncsisága a színháza felé fordul. Flo és Anna pedig összeházasodnak.
Flonak egy egészen új ötlete támad, hogy létrehoz egy újfajta showt, ami az amerikai nőt fogja dicsőíteni. Így születik meg a Ziegfeld Follies, egy látványos előadás tele szebbnél szebb nőkkel. Ez nagyon feldühíti Annát, akinek még mindig megvan a saját showja, de szerinte a férje már nem fordít rá kellő figyelmet. A Follies hatalmas sikere újabb és újabb változatokat követel. Flo hamarosan felbérli az operetténekes Fanny Bricet (saját magát alakítja) és kellékesnek Ray Bolgert (szintén magát játssza).
Szintén megpróbál sztárt faragni Audrey Daneből (Virginia Bruce), de a lány elbukik az alkoholizmusa miatt. Habár Anna féltékeny lesz Flora, mert az túl sok figyelmet szentel Audreyre, és ez a házaspár válásához vezet. Később Flo megismerkedik Billie Burkekel (Myrna Loy), a Broadway csillagával, akit feleségül vesz. Amikor az összetört szívű Anna meghallja a hírt, felhívja Flot, és úgy tesz, mintha örülne egykori férje új házasságának. Flonak és Billienek rövidesen egy Patricia nevű lányuk születik.
Flonak további sikerei is vannak, de a közönség ízlése lassacskán megváltozik. Fogadkozik, hogy négy Broadway sikert fog elérni egy időben. El is éri a célját, de az 1929-es tőzsdei összeomlás a Wall Streeten őt is csődbe viszi, visszakényszerítve Billiet a színpadra. Megrendült anyagi helyzete miatt, és a mozifilmek betörésével a színpadi produkciók rovására Flo egészségi állapota nagyon megromlik. Az utolsó jelenetben – melyben félig önkívületi állapotban van – megelevenednek előtte legnagyobb sikerei, mielőtt holtan rogyna bele a karosszékébe.

## Szereposztás
| Színész         | Karakter             |
| --------------- | -------------------- |
| William Powell  | Florenz Ziegfeld Jr. |
| Myrna Loy       | Billie Burke         |
| Luise Rainer    | Anna Held            |
| Frank Morgan    | Jack Billings        |
| Fanny Brice     | Fanny Brice          |
| Ray Bolger      | Ray Bolger           |
| Virginia Bruce  | Audrey Dane          |
| Reginald Owen   | Sampson              |
| Ernest Cossart  | Sidney               |
| Nat Pendleton   | Eugen Sandow         |
| Harriet Hoctor  | Harriet Hoctor       |
| Joseph Cawthorn | Dr. Ziegfeld         |
| Jean Chatburn   | Mary Lou             |
| Paul Irving     | Erlanger             |
| Buddy Doyle     | Eddie Cantor         |
| Herman Bing     | ügyfél               |

## Pontatlanságok
A nagy Ziegfield számos helyen eltér Ziegfeld életrajzától és a Folliestól. Például George Gershwin Rhapsody in Blue című szerzeményét sohasem mutatták be a Follies keretein belül. A film azt a benyomást is kelti, hogy Ziegfeld egyik leghíresebb produkciója, a Show Boat a Nagy gazdasági világválság hatására nem lett anyagilag sikeres, holott a produkciót 1927-ben mutatták be, a tőzsdei összeomlás pedig két évvel később következett be. A show 1932-es újraélesztését valóban érintette a válság, de az eredeti produkció sikerét nem befolyásolta.

## Díjak és jelölések
- Oscar-díj (1937)
  - díj: legjobb film – Metro-Goldwyn-Mayer
  - díj: legjobb női főszereplő – Luise Rainer
  - díj: legjobb tánc rendező – Seymour Felix
  - jelölés: legjobb rendező – Robert Z. Leonard
  - jelölés: legjobb eredeti történet – William Anthony McGuire
  - jelölés: legjobb vágó – William S. Gray
  - jelölés: legjobb művészeti rendező – Cedric Gibbons, Eddie Imazu, Edwin B. Willis
- Velencei Nemzetközi Filmfesztivál (1936)
  - jelölés: Mussolini Kupa – Robert Z. Leonard
- New York-i Filmkritikusok Díja (1937)
  - díj: legjobb női főszereplő – Luise Rainer

## Fordítás
- Ez a szócikk részben vagy egészben  a   The_Great_Ziegfeld című angol Wikipédia-szócikk fordításán alapul.  Az eredeti cikk szerkesztőit annak laptörténete sorolja fel. Ez a jelzés csupán a megfogalmazás eredetét és a szerzői jogokat jelzi, nem szolgál a cikkben szereplő információk forrásmegjelöléseként.